# Testo unico in materia ambientale
Il testo unico in materia ambientale è una legge della Repubblica Italiana emanata con il d.lgs. 3 aprile 2006, n. 152 che costituisce un testo unico delle norme in materia di tutela ambientale e gestione dei rifiuti.

## Storia
Il decreto legislativo è stato emanato in attuazione della Legge 15 dicembre 2004, n. 308 ed è stato pubblicato sulla Gazzetta Ufficiale n. 88 del 14 aprile 2006.
Tale provvedimento è entrato in vigore il 29 aprile 2006, ad eccezione delle disposizioni della parte seconda, che sono entrate in vigore il 12 agosto 2006.

## Struttura
Il testo unico era suddiviso originariamente in 5 parti, 318 articoli e 45 allegati; a queste sono state successivamente aggiunte altre due parti (quinta-bis e sesta-bis), per cui la sua struttura risulta suddivisa come segue:
- Parte prima (art. 1-3-sexies) - Disposizioni comuni e principi generali

- Parte seconda - Procedure per la valutazione ambientale strategica (VAS), per la valutazione d'impatto ambientale (VIA) e per l'autorizzazione ambientale integrata (IPPC)
  - Titolo I (art. 4-10) - Principi generali per le procedure di VIA, di VAS e per la valutazione d'incidenza e l'autorizzazione integrata ambientale (AIA)
  - Titolo II (art. 11-18) - La Valutazione ambientale strategica
  - Titolo III (art. 19-29) - La Valutazione di impatto ambientale
  - Titolo III-bis (art. 29-bis-29-quattuordecies) - L'autorizzazione integrata ambientale
  - Titolo IV (art. 30-32-bis) - Valutazioni ambientali interregionali e transfrontaliere
  - Titolo V (art. 33-52) - Norme transitorie e finali

- Parte terza - Norme in materia di difesa del suolo e lotta alla desertificazione, di tutela delle acque dall'inquinamento e di gestione delle risorse idriche
  - Sezione I - Norme in materia di difesa del suolo e lotta alla desertificazione
    - Titolo I - Principi generali e competenze
      - Capo I (art. 53-56) - Principi generali
      - Capo II (art. 57-63) - Competenze

    - Titolo II - I distretti idrografici, gli strumenti, gli interventi
      - Capo I (art. 64) - Distretti idrografici
      - Capo II (art. 65-68-bis) - Gli strumenti
      - Capo III (art. 69-72-bis) - Gli interventi

  - Sezione II - Tutela delle acque dall'inquinamento
    - Titolo I (art. 73-75) - Principi generali e competenze
    - Titolo II - Obiettivi di qualità
      - Capo I (art. 76-79) - Obiettivo di qualità ambientale e obiettivo di qualità per specifica destinazione
      - Capo II (art. 80-90) - Acque a specifica destinazione

    - Titolo III - Tutela dei corpi idrici e disciplina degli scarichi
      - Capo I (art. 91-94) - Aree richiedenti specifiche misure di prevenzione dall'inquinamento e di risanamento
      - Capo II (art. 95-99) - Tutela quantitativa della risorsa e risparmio idrico
      - Capo III (art. 100-108) - Tutela qualitativa della risorsa: disciplina degli scarichi
      - Capo IV (art. 109-116) - Ulteriori misure per la tutela dei corpi idrici

    - Titolo IV - Strumenti di tutela
      - Capo I (art. 117-123) - Piani di gestione e piani di tutela delle acque
      - Capo II (art. 124-127) - Autorizzazione agli scarichi
      - Capo III (art. 128-132) - Controllo degli scarichi

    - Titolo V - Sanzioni
      - Capo I (art. 133-136) - Sanzioni amministrative
      - Capo II (art. 137-140) - Sanzioni penali

  - Sezione III - Gestione delle risorse idriche
    - Titolo I (art. 141-146) - I principi generali e competenze
    - Titolo II (art. 147-158-bis) - Servizio idrico integrato
    - Titolo III (art. 159-165) - Vigilanza, controlli e partecipazione
    - Titolo IV (art. 166-169) - Usi produttivi delle risorse idriche

  - Sezione IV (art. 170-176) - Disposizioni transitorie e finali

- Parte quarta - Norme in materia di gestione dei rifiuti e di bonifica dei siti contaminati
  - Titolo I - Gestione dei rifiuti
    - Capo I (art. 177-194-bis) - Disposizioni generali
    - Capo II (art. 195-198) - Competenze
    - Capo III (art. 199-207) - Servizio di gestione integrata dei rifiuti
    - Capo IV (art. 208-213) - Autorizzazioni e iscrizioni
    - Capo V (art. 214-216-ter) - Procedure semplificate

  - Titolo II (art. 217-226) - Gestione degli imballaggi
  - Titolo III (art. 227-237) - Gestione di particolari categorie di rifiuti
  - Titolo III bis (art. 237-bis-237-duovicies) - Incenerimento e coincenerimento dei rifiuti
  - Titolo IV (art. 238) - Tariffa per la gestione dei rifiuti urbani
  - Titolo V (art. 239-253) - Bonifica di siti contaminati
  - Titolo VI - Sistema sanzionatorio e disposizioni transitorie e finali
    - Capo I (art. 254-263) - Sanzioni
    - Capo II (art. 264-266) - Disposizioni transitorie e finali

- Parte quinta - Norme in materia di tutela dell'aria e di riduzione delle emissioni in atmosfera
  - Titolo I (art. 267-281) - Prevenzione e limitazione delle emissioni in atmosfera di impianti e attività
  - Titolo II (art. 282-290) - Impianti termici civili
  - Titolo III (art. 291-298) - Combustibili

- Parte quinta-bis - Disposizioni per particolari installazioni
  - Titolo I (art. 298-bis) - Attività di produzione di biossido di titanio

- Parte sesta - Norme in materia di tutela risarcitoria contro i danni all'ambiente
  - Titolo I (art. 298-bis-303) - Ambito di applicazione
  - Titolo II (art. 304-310) - Prevenzione e ripristino ambientale
  - Titolo III (art. 311-318) - Risarcimento del danno ambientale

- Parte sesta-bis (art. 318-bis-318-octies) - Disciplina sanzionatoria degli illeciti amministrativi e penali in materia di tutela ambientale.

## Modifiche e integrazioni
Nel corso degli anni, il testo unico ambientale è stato oggetto delle seguenti modifiche e integrazioni:
- Decreto Legislativo 8 novembre 2006, n. 284 - Disposizioni correttive e integrative del decreto legislativo 3 aprile 2006, n. 152, recante norme in materia ambientale
- Decreto Legislativo 16 gennaio 2008, n. 4 - Ulteriori disposizioni correttive ed integrative del decreto legislativo 3 aprile 2006, n. 152, recante norme in materia ambientale
- Decreto Legislativo 30 maggio 2008, n. 117 - Attuazione della direttiva 2006/21/CE relativa alla gestione dei rifiuti delle industrie estrattive e che modifica la direttiva 2004/35/CE
- Legge 23 luglio 2009, n. 99 - Disposizioni per lo sviluppo e l'internazionalizzazione delle imprese, nonché in materia di energia.
- Decreto Legislativo 29 giugno 2010, n. 128 - Modifiche ed integrazioni al decreto legislativo 3 aprile 2006, n. 152, recante norme in materia ambientale, a norma dell'articolo 12 della legge 18 giugno 2009, n. 69.
- Decreto Legislativo 3 dicembre 2010, n.205 - Disposizioni di attuazione della direttiva 2008/98/CE del Parlamento europeo e del Consiglio del 19 novembre 2008 relativa ai rifiuti e che abroga alcune direttive
- Decreto Legislativo 10 dicembre 2010, n.219 - Attuazione della direttiva 2008/105/CE relativa a standard di qualità ambientale nel settore della politica delle acque, recante modifica e successiva abrogazione delle direttive 82/176/CEE, 83/513/CEE, 84/156/CEE, 84/491/CEE, 86/280/CEE, nonché modifica della direttiva 2000/60/CE e recepimento della direttiva 2009/90/CE che stabilisce, conformemente alla direttiva 2000/60/CE, specifiche tecniche per l'analisi chimica e il monitoraggio dello stato delle acque
- Decreto 20 marzo 2013 - Termini di riavvio progressivo del Sistri.
- Decreto Legislativo 4 marzo 2014, n. 46 - Attuazione della direttiva 2010/75/UE relativa alle emissioni industriali (prevenzione e riduzione integrate dell'inquinamento).
- Legge 11 agosto 2014, n. 116 - Conversione in legge, con modificazioni, del decreto-legge 24 giugno 2014, n. 91, recante disposizioni urgenti per il settore agricolo, la tutela ambientale e l'efficientamento energetico dell'edilizia scolastica e universitaria, il rilancio e lo sviluppo delle imprese, il contenimento dei costi gravanti sulle tariffe elettriche, nonché per la definizione immediata di adempimenti derivanti dalla normativa europea.
- Legge 22 maggio 2015, n. 68 - Disposizioni in materia di delitti contro l'ambiente
- Legge 29 luglio 2015, n. 115 - Disposizioni per l'adempimento degli obblighi derivanti dall'appartenenza dell'Italia all'Unione europea - Legge europea 2014
- Legge 6 agosto 2015, n. 125 - Conversione in legge, con modificazioni, del decreto-legge 19 giugno 2015, n. 78, recante disposizioni urgenti in materia di enti territoriali
- Decreto 19 maggio 2016, n. 123 - Regolamento recante inserimento di prodotti greggi o raffinati costituiti prevalentemente da gliceridi di origine animale nell'allegato X, parte II, sezione 4, paragrafo 1, alla parte quinta del decreto legislativo 3 aprile 2006, n. 152
- Legge 28 luglio 2016, n. 154 - Deleghe al Governo e ulteriori disposizioni in materia di semplificazione, razionalizzazione e competitività dei settori agricolo e agroalimentare, nonché sanzioni in materia di pesca illegale
- Decreto 22 marzo 2017 - Modifiche dell'Allegato X, parte I, sezione 3, alla parte quinta del decreto legislativo 3 aprile 2006, n. 152, in ottemperanza alla decisione di esecuzione 2015/253/UE della direttiva n. 1999/32/CE, sulle modalità di conduzione dei controlli sul tenore di zolfo nei combustibili marittimi ed il contenuto delle relazioni annuali alla CE
- Decreto Legge 20 giugno 2017, n. 91 - Disposizioni urgenti per la crescita economica nel Mezzogiorno
- Decreto Legislativo 16 giugno 2017, n. 104 - Attuazione della direttiva 2014/52/UE del Parlamento europeo e del Consiglio, del 16 aprile 2014, che modifica la direttiva 2011/92/UE, concernente la valutazione dell'impatto ambientale di determinati progetti pubblici e privati, ai sensi degli artt. 1 e 14 della legge 9 luglio 2015, n. 114
- Legge 3 agosto 2017, n. 123 - Conversione in legge, con modificazioni, del decreto-legge 20 giugno 2017, n. 91, recante disposizioni urgenti per la crescita economica nel Mezzogiorno
- D.P.R. 13 giugno 2017 n. 120 - Regolamento recante la disciplina semplificata della gestione delle terre e rocce da scavo, ai sensi dell’articolo 8 del decreto-legge 12 settembre 2014, n. 133, convertito, con modificazioni, dalla legge 11 novembre 2014, n. 164
- Legge 4 agosto 2017 N. 124 - Legge annuale per il mercato e la concorrenza
- Legge 20 novembre 2017, n. 167 - Disposizioni per l’adempimento degli obblighi derivanti dall'appartenenza dell'Italia all'Unione europea - Legge europea 2017
- Decreto Legislativo 15 novembre 2017, n. 183 - Attuazione della direttiva (UE) 2015/2193 del Parlamento europeo e del Consiglio, del 25 novembre 2015, relativa alla limitazione delle emissioni nell'atmosfera di taluni inquinanti originati da impianti di combustione medi, nonché per il riordino del quadro normativo degli stabilimenti che producono emissioni nell'atmosfera, ai sensi dell'articolo 17 della legge 12 agosto 2016, n. 170
- Legge 27 dicembre 2017 n. 205 - Bilancio di previsione dello Stato per l'anno finanziario 2018 e bilancio pluriennale per il triennio 2018-2020
- Decreto 27 dicembre 2017 - Requisiti dei distributori degli impianti di benzina, attrezzati con sistemi di recupero vapori
- Decreto Legislativo 2 gennaio 2018, n. 1 - Codice della protezione civile
- Decreto Legislativo 1º marzo 2018, n. 21 - Disposizioni di attuazione del principio di delega della riserva di codice nella materia penale a norma dell'articolo 1, comma 85, lettera q), della legge 23 giugno 2017, n. 103